# 766
Вижте пояснителната страница за други значения на 766.

## Починали
- Умор, български хан